# Свириденко Павло Олексійович
Павло́ Олексі́йович Свириде́нко  (* 7 березня 1893, Путивль — †1971), український зоолог, дійсний член АН УРСР (з 1948).

## Біографія
Після закінчення Московського університету працював (1916—1930) на Закавказзі й у Ростові на Дону, з 1930 — у Москві. У 1947—1954 — Державний дендрологічний парк «Олександрія» НАН України та Інституту зоології АН УРСР у Києві. Зокрема у 1947—1948 рр. Свириденко був завідувачем лабораторії екології гризунів, а потім (Протокол № 27 засідання Президії Академії наук УРСР від 13 листопада 1948 р.) — завідувачем створеного на основі цієї лабораторії відділу екології тварин.
1948 року, під приїзд з Москви до Києві і посилення політики Москви в України в галузі біологічних наук та сільському господарстві були звільнені з директорства спочатку акад. Павло Погребняк (директор Дендопарку Олександрія АН України), а слідом і акад. Дмитро Третьяков (директор Інституту зоології АН України). На місце Погребняка, а потім і в ІЗАН було поставлено Свириденка, якого того ж року було обрано академіком АН України і поставлено головою Відділу біологічних наук Президії АН України, а також членом щонайменше трьох вчених рад — Інституту ентомології та фітопатології, Інституту зоології та Інституту гідробіології, чим суттєво посилили позиції прибічників вчення Мічуріна-Лисенка.
Тоді ж окремим пунктом в Протоколі № 27 засідання Президії Академії наук УРСР від 13 листопада 1948 р. «4. Постановили виплатити кошти на переїзд до Києва акад. П. О. Свириденку.».

## Праці
Праці Свириденка присвячені систематиці, зоогеографії і екології різних шкідливих і корисних груп тварин, розробці засобів боротьби з шкідниками сільського господарства (гризунами і комахами) та засобів охорони корисних ссавців і птахів.
Свириденко — один з ініціаторів застосування авіації в боротьбі з шкідниками лісу і сільського господарства.
Понад 180 наукових праць.